# Dème de Farrés
Pour les articles homonymes, voir Farrés.
Le dème de Farrés, en grec moderne : Δήμος Φαρρών / Dímos Farrón, est un ancien dème du district régional d'Achaïe, en Grèce-Occidentale. Depuis  2010, il est fusionné au sein du dème d'Érymanthe.
Selon le recensement de 2011, la population du dème compte 5 076 habitants.
La localité tire son nom de la cité antique de Pharae (en).